# Prieuré de Saint-Philbert-sur-Risle
Le Prieuré de Saint-Philbert-sur-Risle est un ancien édifice monastique situé sur la commune de Saint-Philbert-sur-Risle, dans le département français de l'Eure.

## Localisation
Le prieuré est situé dans les abords immédiats du village de Saint-Philbert-sur-Risle, non loin de la rivière Risle, dans le département de Eure, en région Normandie, en France. Le prieuré est distant de 7 kilomètres de l'abbaye du Bec-Hellouin, dont elle dépendait. 

## Histoire
Le prieuré date du XIe siècle et serait fondé par Hugues II de Montfort, mais des fouilles récentes laissent penser qu'il a été construit à la place d'un édifice préexistant de taille plus petite. Mentionné dès 1060 et donné à l'abbaye du Bec-Hellouin en 1097, il est maintes fois remanié entre le XIe siècle à nos jours. 
Vers la fin du XIVe siècle, début XVe siècle, une grande fresque représentant la vie de Saint-Ouen est créé sur le mur sud de la nef. La résistance contre les huguenots en 1562, et l'endommagement qu'il subit à cette occasion, marque le « début de la fin » pour le prieuré : il ne restera qu'un seul moine en 1791 lors de la révolution, lorsqu'il sera vendu comme bien national.
Le colombier actuel est construit au XVIIIe siècle.
Le prieuré est doublement protégé des monuments historiques : classement par arrêté du 25 novembre 1896 pour la fresque murale des XIVe et XVe siècles, et inscription par arrêté du 11 juin 1997 pour l'enclos monastique (sols avec les vestiges qu'ils contiennent, connus ou à découvrir) et les éléments subsistants de la clôture, l'église y compris la chapelle est, ainsi que le système hydraulique depuis le captage de la source Sainte-Radegonde jusqu'à la sortie de l'enclos, le colombier, le calvaire et la source située sous le monument aux morts.

## Description
L'enclos dépendant du prieuré est encore bien conservé : il dispose encore de ses murs du XIe siècle maintes fois remaniés jusqu'au XVIIe siècle, de sa porte monumentale d'enclos avec fronton en pierre et briques, d'un logis à pans de bois parfaitement restauré avec un escalier extérieur d'époque, de son colombier du XVIIIe siècle avec four à pain accolé et de son système hydraulique,,. 
La chapelle prieurale, de style gothique, est attenante à l'église paroissiale, dont elle fait office de chœur et avec laquelle elle est séparée par une porte de communication, aujourd'hui obstruée. Elle possède sur son mur sud, une fresque représentant la vie de Saint-Ouen.
L'église attenante est surmonté d'une massive tour carrée du XIIIe siècle. Elle renferme à l'intérieur, la pierre tombale de Nicolas Dubosc, prieur de Saint-Philbert, décédé en 1588 et qui en 1562, mena la résistance aux Huguenots. Sont présents à l'intérieur, une statue de Saint Nicolas et une statue de Saint Philbert, classés à titre objet ainsi qu'une verrière dans le transept sud, également classée.

## Galerie

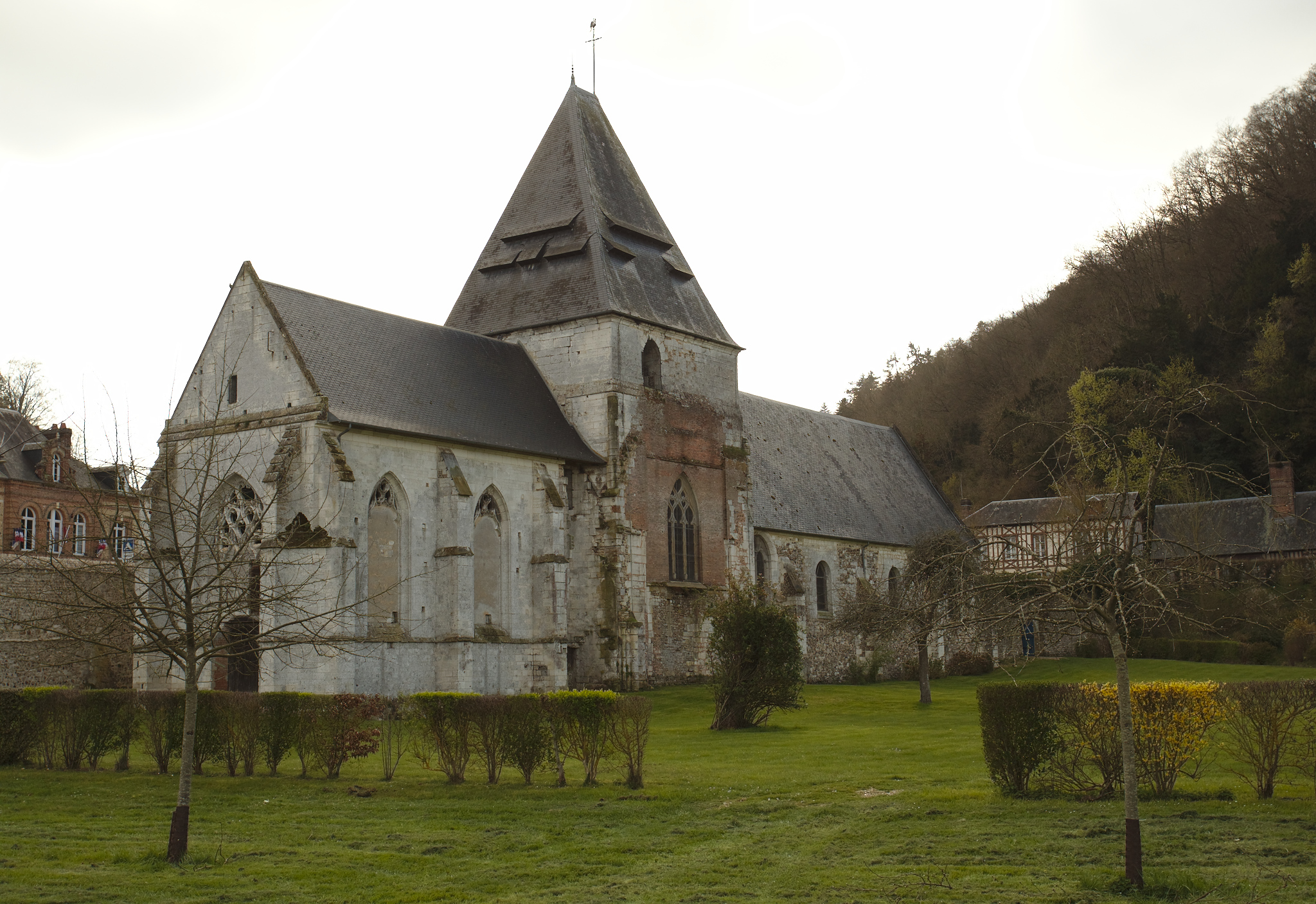
Le prieuré et son église attenante.
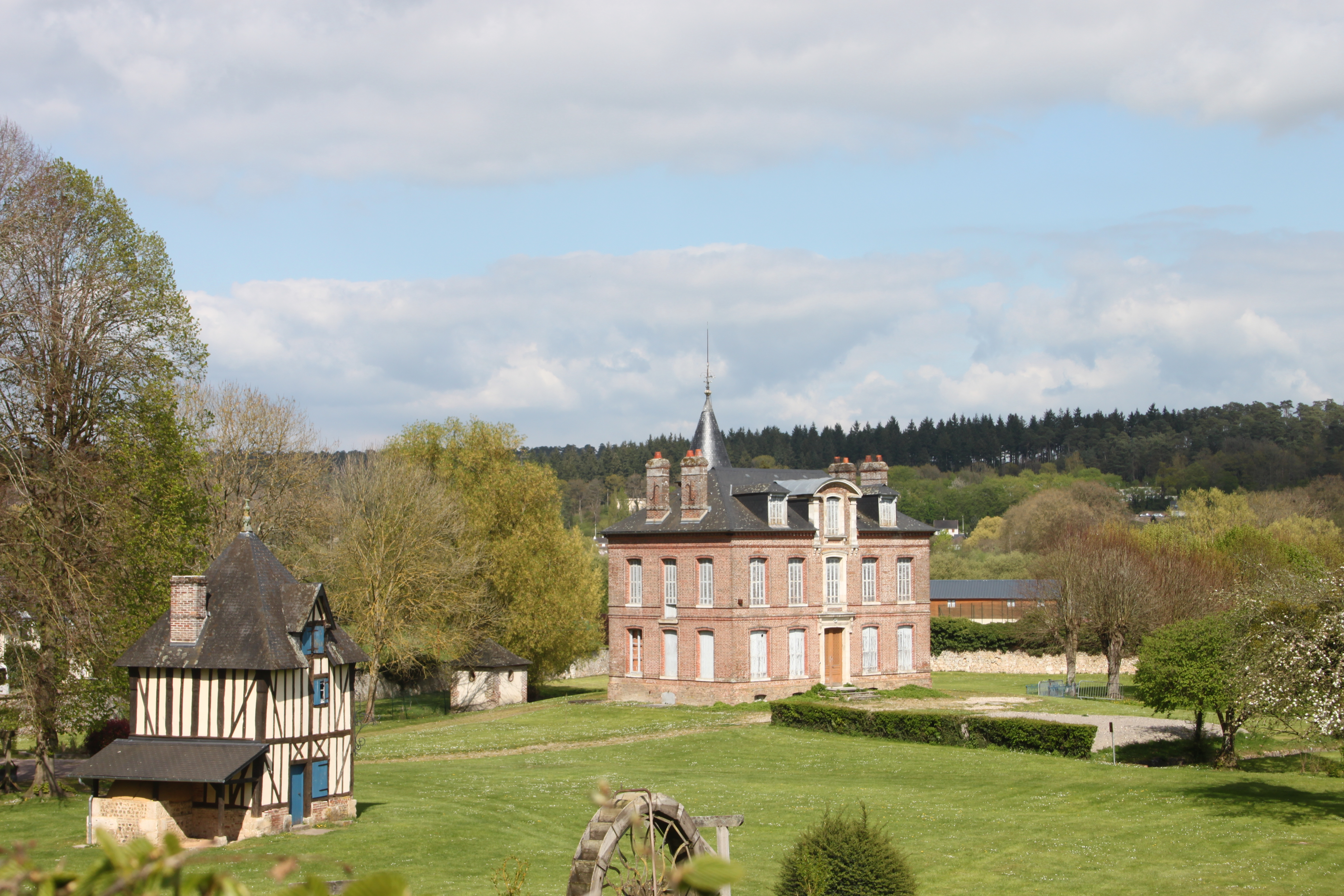
Vue générale de l'enclos.
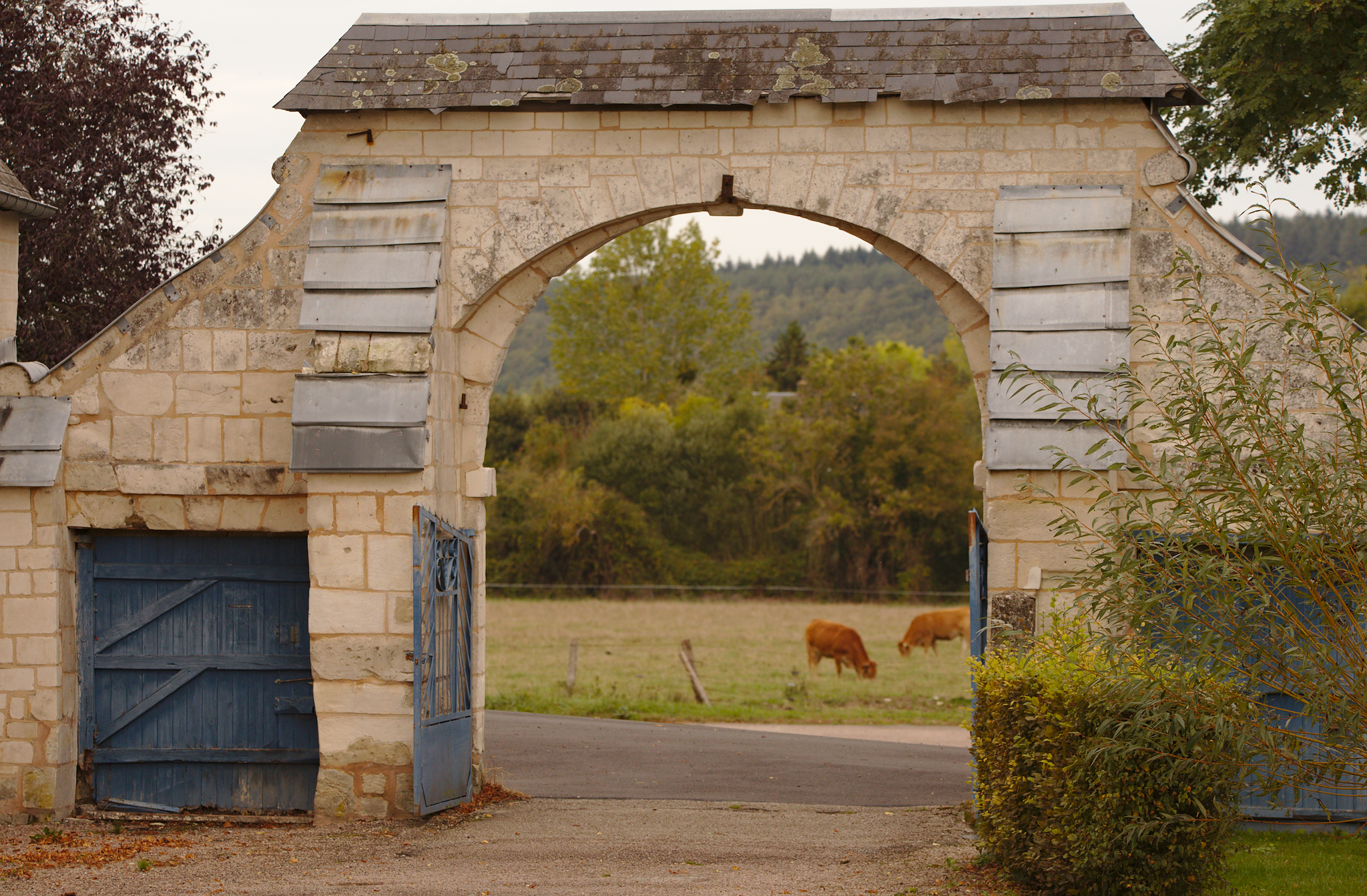
Porte monumentale de l'enclos.
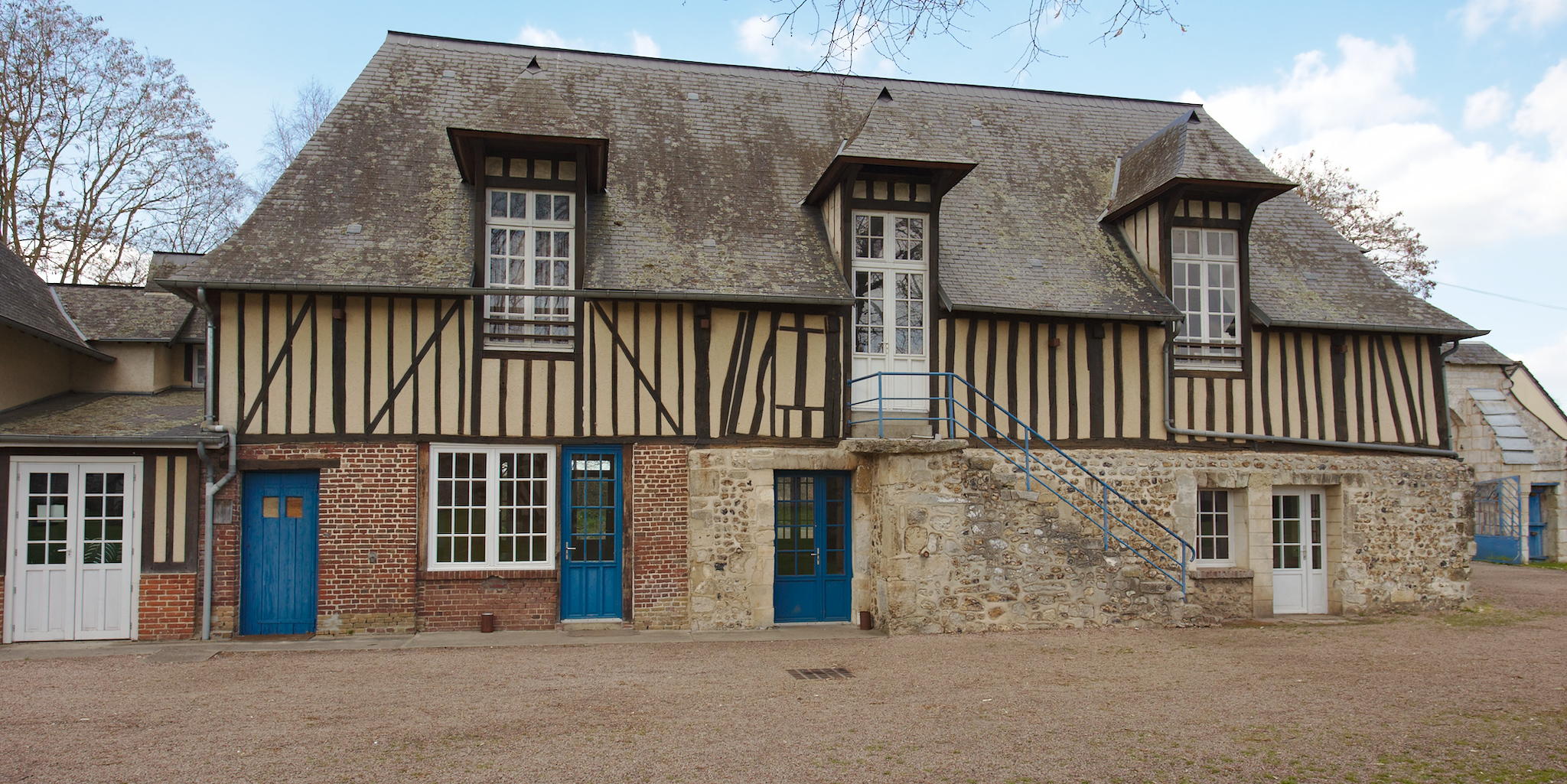
Logis à pans de bois.